# Quedius suturalis
Quedius suturalis är en skalbaggsart som beskrevs av Ernst Hellmuth von Kiesenwetter 1845. Quedius suturalis ingår i släktet Quedius, och familjen kortvingar. Arten är reproducerande i Sverige.